# NGC 5294
NGC 5294 est une galaxie irrégulière magellanique située dans la constellation de la Grande Ourse. Sa vitesse par rapport au fond diffus cosmologique est de 2 093 ± 9 km/s, ce qui correspond à une distance de Hubble de 30,9 ± 2,2 Mpc (∼101 millions d'al). NGC 5294 a été découverte par l'astronome germano-britannique William Herschel en 1789.